# Itatinga
Itatinga este un oraș în São Paulo (SP), Brazilia.